# 三宅裕司のサンデーヒットパラダイス
『三宅裕司 サンデーヒットパラダイス』（みやけゆうじ サンデーヒットパラダイス）は、2011年4月10日 からニッポン放送が放送するラジオ番組である。『ヒッパラ』と通称される。

## 概要
2011年4月3日まで放送した『三宅裕司のサンデーハッピーパラダイス』のネタコーナーの一部やクイズコーナーを引き継ぎ、リスナーのリクエストで構成する「ニッポン放送 メガチャート」の上位20曲を追加した。
ランキング発表は2008年5月まで「ハッピーパラダイス」も行っていたが、上位20曲を発表するのは『三宅裕司 みんなのヒット!ベスト20+10』以来となる。奇数月の最終週と聴取率調査週間はランキング発表に代わり、「まるごと◯◯◯180分！」と題して、リスナーから事前に特集されるアーティストのリクエストを募集する、※2023年12月は、17日・31日と史上初めて月2回まるごと180分！を放送。
1988年から1990年にかけて、同一タイトルの番組『高杢禎彦のサンデーヒットパラダイス』（パーソナリティ：高杢禎彦）が放送されて「サンパラ」と通称された。
2017年4月3日から2018年3月25日まで、出光興産が冠スポンサーで『IDEMITSU presents 三宅裕司 サンデーヒットパラダイス』として放送した。

## 出演者

### レギュラー
- メインパーソナリティ - 三宅裕司
- アシスタント - 江口ともみ
- 「田上が走る!」リポーター - 田上ひろし

### 代理パーソナリティ
2011年7月30日に、三宅が腰部椎間板ヘルニアを患い緊急手術となり成功したが、「ヘルニアが巨大だったこと、しかも、痛みをこらえて仕事を続けたので、足の痺れが残った」。リハビリに専念するために2011年7月31日から12月18日 の間は代理パーソナリティを立てて番組を放送した。
- 小倉久寛（2011年7月31日）
- くり万太郎（2011年8月7日 - 9月4日）
- サンプラザ中野くん（2011年9月11日 - 10月2日）
- 岸谷五朗（2011年10月9日 - 10月30日、11月13日 - 12月18日）
- 小倉久寛・寺脇康文（2011年11月6日）

2011年12月18日の放送に三宅が電話で生出演し、2012年1月1日6時から5時間放送する、スペシャル番組「新春スペシャル・元旦!江戸っ子!生放送!」で復帰することを明らかにした。2012年1月1日に三宅は告知通り番組に復帰し、これが自身の芸能活動再開となった。
2018年7月15日から、三宅が前立腺肥大症の診断を受け、治療のためにピンチヒッターが放送した。三宅は2018年8月5日の放送で、電話生出演した。2018年8月12日の放送から正式に復帰して、自身の芸能活動を再開した。
- 荘口彰久（2018年7月15日）
- 小倉久寛（2018年7月22日、2018年7月29日、2018年8月5日）
- 寺脇康文（2018年8月5日）

2019年1月3日に長野県諏訪市のスキー場で、三宅が滑走中に転倒して左大腿骨転子部を骨折し、現地で入院した。1月6日と1月13日はピンチヒッターが放送した。三宅は1月20日に番組に復帰した。
- 小倉久寛（2019年1月6日・13日）

2022年4月17日に、三宅が新型コロナウイルスに感染して自宅療養となり、ピンチヒッターが放送した。三宅は翌週に番組に復帰。
- 渡辺正行（2022年4月17日）

## タイムテーブル

### 9時台
- 9:00.00 オープニング
  - オープニングトーク
  - 本日ラインナップ
- 9:06頃　ニッポン放送 メガチャート（20位から16位）
  - ラッキー・チャートクイズ①
- 9:19頃　ニッポン放送ニュース
- 9:21頃　ニッポン放送交通情報（九段下センター、首都高）
- 9:23頃　わがまま怪獣ヤダモン
- 9:30頃　ニッポン放送 メガチャート（15位から11位）
- 9:47頃　ショウアップナイターTODAY
- 9:50頃　ニッポン放送ニュース
- 9:53頃　ニッポン放送天気予報
- 9:56頃　ニッポン放送交通情報（九段下センター）

### 10時台
- 10:00.00　ニッポン放送 メガチャート（10位）
- 10:06頃　世界のマコさま
- 10:14頃　ニッポン放送 メガチャート（9、8位）
  - ラッキー・チャートクイズ②
- 10:30頃　街角ハンター 田上が走る!
- 10:32頃　ニッポン放送交通情報（首都高）
- 10:35頃　ニッポン放送 メガチャート（7位）
- 10:46頃　ニッポン放送 メガチャート（6位）
- 10:50頃　ニッポン放送ニュース
- 10:53頃　ニッポン放送天気予報
- 10:56頃　ニッポン放送交通情報（首都高）

### 11時台
- 11:00.00　ニッポン放送 メガチャート（5位）
  - ラッキー・チャートクイズ③
- 11:08頃　HELP!!
- 11:14頃　ニッポン放送 メガチャート（4位）
- 11:23頃　ニッポン放送交通情報（首都高）
- 11:27頃　今週のスポットライト
- 11:30頃　ニッポン放送 メガチャート（3位、2位）
- 11:45頃　ニッポン放送 メガチャート（1位）
- 11:53頃　ニッポン放送交通情報（九段下センター）
- 11:55頃　エンディング
  - 当選者の発表
- 11:58.55　CM

## 企画・コーナー
2011年8月21日から2011年12月18日にかけて、三宅は腰部椎間板ヘルニアの手術とリハビリテーションのために休止し、ネタコーナーも休止した。話のネタは継続して募集し、三宅が復帰した2012年1月1日のスペシャル放送でネタコーナーが復活した。

### 現在のコーナー

#### レギュラーコーナー
- ニッポン放送 メガチャート - 番組独自のヒットチャート
- なんだろうテレフォン! - リスナーと電話で繋ぐ
- 神奈川街角ハンター 田上が走る! - 田上ひろしが神奈川県内から中継
- ラッキー・チャートクイズ - 出題時に演奏中の楽曲名をメールで回答する
- 今週のスポットライト

#### ネタコーナー
- 世界のマコさま! - 奥さま（=マコさま）のおもしろエピソード。「マコさま」のモデルは三宅の配偶者。
- HELP!! - 日常・非日常を問わず「HELP！」と叫びたくなる状況のエピソード
- わがまま怪獣ヤダモン - 子どもの面白い行動や言動のエピソード

### 終了したコーナー
- どか〜んクイズ
- これが男の生きる道…
- ヨッ!江戸っ子!!
- モエヤンのおじゃましま〜す
- ベルベルヒット
- いざ!歌ウガい!
- 三宅のガチャポン
- 悩めるおじ様 癒し隊 !
- ラジオ de ディノス

## ネット局
放送時間はいずれも日本時間 (JST) の日曜である。ニッポン放送は生放送で、ほかのネット局は1週遅れ、なおかつ一部のコーナーを再編集した60分版である。（詳細後述）

### 現在
| 放送対象地域   | 放送局                       | 放送時間      | 備考   |
| -------------- | ---------------------------- | ------------- | ------ |
| 関東広域圏     | ニッポン放送 (LF)            | 9:00 - 12:00  | 制作局 |
| 岩手県         | IBC岩手放送                  | 10:00 - 11:00 | [ 8 ]  |
| 新潟県         | 新潟放送 (BSN)               | 10:00 - 11:00 |        |
| 宮崎県         | 宮崎放送 (MRT)               | 11:00 - 12:00 | [ 9 ]  |
| 山形県         | 山形放送 (YBC)               | 11:00 - 12:00 | [ 10 ] |
| 大分県         | 大分放送 (OBS)               | 11:00 - 12:00 |        |
| 秋田県         | 秋田放送 (ABS)               | 11:00 - 12:00 | [ 11 ] |
| 京都府・滋賀県 | 京都放送 (KBS)               | 12:00 - 13:00 |        |
| 山梨県         | 山梨放送 (YBS)               | 12:00 - 13:00 | [ 12 ] |
| 長崎県・佐賀県 | 長崎放送 (NBC) NBCラジオ佐賀 | 13:00 - 14:00 | [ 13 ] |
| 長野県         | 信越放送 (SBC)               | 15:00 - 16:00 | [ 14 ] |
| 福井県         | 福井放送 (FBC)               | 15:00 - 16:00 | [ 15 ] |
| 岡山県         | RSK山陽放送                  | 15:00 - 16:00 | [ 17 ] |
| 富山県         | 北日本放送 (KNB)             | 15:00 - 16:00 | [ 18 ] |
| 石川県         | 北陸放送 (MRO)               | 16:00 - 17:00 | [ 19 ] |
| 鳥取県・島根県 | 山陰放送 (BSS)               | 17:00 - 18:00 | [ 20 ] |

### 過去
- 高知放送（2012年4月1日打ち切り）
- 熊本放送（2012年9月30日打ち切り）
- STVラジオ（2017年10月 - 2018年2月、2018年10月 - 2019年3月31日）
- 南海放送（2021年3月28日打ち切り）[21]
- 岐阜放送（2021年4月4日 - 2022年3月27日打ち切り）
- 栃木放送（サンデーとちぎ内、打ち切り時期については不明）

### ニッポン放送以外の放送局の番組内容
1時間の録音番組としてまとめられており、オープニング・エンディングのトークなどはニッポン放送で前週放送された内容ではなく、放送される日に合わせた内容で別収録した素材を用いて放送する。事実上のテープネットである。（裕司と雅子のガバっといただき‼︎60分の頃から同じ手法を使っている。 ）
メガチャートは採り上げず、リスナーのリクエストに応える。メールコーナーは前週の素材を放送する。年末ネタの放送日が年始に該当するなど内容が放送日が合わない場合や、前週のニッポン放送の生放送が休止となった場合はリクエストコーナーに差し替える。

### コーナー
(時系列順)
- わがまま怪獣ヤダモン
- 世界のマコさま!
- なんだろうテレフォン!（1本のみ放送。2本の日も時々ある）
- HELP!!

原則「コーナー→リクエスト」のローテーションとなっている。

## 受賞歴
- 第50回（2012年度） ギャラクシー賞 ラジオ部門・選奨（2012年12月16日放送分）[22][23]